# Ludwig Oberzaucher
Ludwig Oberzaucher (* 24. August 1881 in Graz; † 28. Oktober 1957) war ein österreichischer Banker und Politiker (SPÖ). Oberzaucher war von 1920 bis 1934 und von 1946 bis 1950 Landesrat in der Steiermärkischen Landesregierung.
Oberzaucher wurde in Graz geboren und arbeitete bis 1902 als Schriftsetzer im In- und Ausland. Zwischen 1902 und 1905 stand Oberzaucher im aktiven Militärdienst, danach arbeitete er bis 1914 als Korrektor. Nach dem Ausbruch des Ersten Weltkriegs diente Oberzaucher zwischen 1914 und 1918 im Militär und war nach dem Ende des Ersten Weltkrieges zwischen 1918 und 1919 Soldatenrat. Noch 1919 übernahm Oberzaucher die Stelle eines stellvertretenden Geschäftsführers eines Zeitungsverlags und war von 1920 bis 1934 Bankdirektor. Zudem vertrat Oberzaucher die Sozialdemokratische Arbeiterpartei ab dem 26. November 1920 als Landesrat in der steiermärkischen Landesregierung. Nach dem Ausbruch des Österreichischen Bürgerkriegs verlor Oberzaucher mit dem 12. Februar 1934 sein Amt als Landesrat und büßte zudem seine Stelle als Bankdirektor ein. Zudem wurde er 1934 aus politischen Gründen in Haft genommen. Nach dem Verlust seiner Funktionen arbeitete Oberzaucher zwischen 1935 und 1945 als Versicherungsvertreter, Autounternehmer, Buchsachverständiger und Buchrevisor. 
Nach dem Ende des Zweiten Weltkriegs übernahm Oberzaucher 1945 das Amt des Sparkassenpräsidenten. Er wurde zudem am 29. März 1946 erneut in die Landesregierung gewählt, der er bis zum 15. Februar 1950 angehörte. Oberzaucher war ab 1908 verheiratet und hatte drei Söhne und zwei Töchter. 